# 大眼絲鰭鱈
大眼絲鰭鱈，為輻鰭魚綱鱈形目稚鱈科的其中一種，分布於東太平洋熱帶海域，深度200-618公尺，為深海底棲性魚類，本魚體延長，頭側扁，嘴大且寬，體色通常為淡褐色，腹部顏色較淡，體長可達30公分，棲息在底層水域，生活習性不明。

## 扩展阅读
維基物種上的相關：大眼絲鰭鱈